# NGC 96
NGC 96 (również PGC 1429) – galaktyka soczewkowata (S0), znajdująca się w gwiazdozbiorze Andromedy. Odkrył ją Guillaume Bigourdan 24 października 1884 roku.